# Jacques de Claeuw
Jacques de Claeuw, ook bekend als Jacques (de) Grief in diverse spellingvarianten (Dordrecht, mei 1623 - Leiden, november 1694) was een Nederlands kunstschilder uit de periode van de Gouden Eeuw. Hij vervaardigde genrestukken en stillevens en was de leermeester van zijn zoon, de stillevenschilder Adriaen de Grijef.

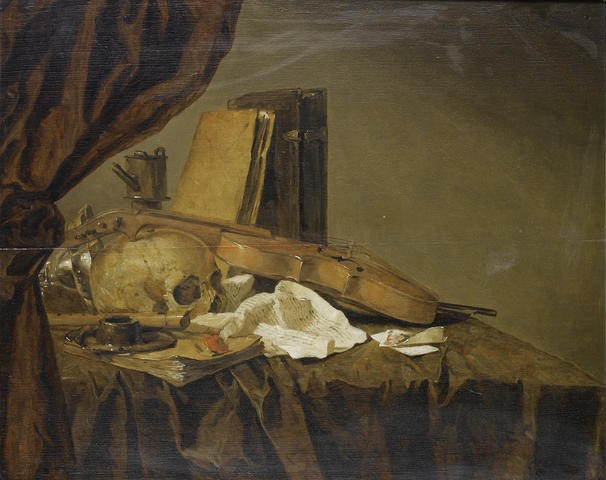
Vanitas

Arnold Houbraken vermeldt in zijn werk De groote schouburgh der Nederlantsche konstschilders en schilderessen dat Jacques de Claeuw met Jacob Gerritsz. Cuyp, Izak van Hasselt en Cornelis Tegelberg medeoprichter zou zijn geweest van het Dordtse Sint-Lucasgilde.
Van 1642 tot 1646 was De Claeuw actief in Dordrecht. Van 1646 tot 1651 verkeerde hij in Den Haag, waar hij lid werd van het plaatselijke Sint-Lucasgilde. In 1649 trouwde hij daar met een dochter van de landschapsschilder Jan van Goyen. Van 1651 tot 1666 was hij actief in Leiden, waar hij ook lid werd van het gilde; vervolgens in Zeeland, mogelijk ook Haarlem en wederom in Leiden, waar hij overleed.